# Міха Фонтен
Міха Фонтен (3 січня 2004 , Magogd, Квебек ) — канадський фристайліст, фахівець із лижної акробатики, бронзовий призер Олімпійських ігор 2022 року.

## Спортивні результати

### Олімпійські ігри
| Рік  | Місто        | Акробатика | Змішана команда |
| ---- | ------------ | ---------- | --------------- |
| 2022 | Пекін, Китай | —          | 3               |

### Чемпіонат світу
| Рік  | Місто             | Акробатика | Змішана команда |
| ---- | ----------------- | ---------- | --------------- |
| 2021 | Алмати, Казахстан | 22         | 6               |